# Leintwardine
Leintwardine – wieś w Anglii, w hrabstwie Herefordshire. Leży 36 km na północ od miasta Hereford i 212 km na północny zachód od Londynu.